# Världsmästerskapen i nordisk skidsport 2025
Världsmästerskapen i nordisk skidsport 2025 arrangerades mellan den 26 februari och den 9 mars 2025 i Trondheim i Norge. Det var den 44:e upplagan av världsmästerskapen i nordisk skidsport och andra gången som Trondheim var värd för mästerskapet, efter att ha varit det även 1997.
Mästerskapen omfattade 27 tävlingar i längdåkning, backhoppning, nordisk kombination samt para-längdskidor för damer och herrar.

## Medaljörer

### Längdåkning

#### Herrar
| Gren                        | Guld                                                                                     | Guld      | Silver                                                           | Silver    | Brons                                                           | Brons     |
| Sprint (F)                  | Johannes Høsflot Klæbo · Norge                                                           | 2.45,74   | Federico Pellegrino · Italien                                    | 2.46,41   | Lauri Vuorinen · Finland                                        | 2.50,53   |
| 20 km skiathlon             | Johannes Høsflot Klæbo · Norge                                                           | 44.22,3   | Martin Løwstrøm Nyenget · Norge                                  | 44.23,7   | Harald Østberg Amundsen · Norge                                 | 44.23,7   |
| 10 km individuell start (K) | Johannes Høsflot Klæbo · Norge                                                           | 28.16,6   | Erik Valnes · Norge                                              | 28.25,4   | Harald Østberg Amundsen · Norge                                 | 28.27,6   |
| Lagsprint (K)               | Norge Erik Valnes Johannes Høsflot Klæbo                                                 | 18.27,71  | Finland Ristomatti Hakola Lauri Vuorinen                         | 18.31,81  | Sverige Oskar Svensson Edvin Anger                              | 18.31,82  |
| 4 × 7,5 km stafett          | Norge Erik Valnes Martin Løwstrøm Nyenget Harald Østberg Amundsen Johannes Høsflot Klæbo | 1:08.13,7 | Schweiz Cyril Fähndrich Jonas Baumann Jason Rüesch Valerio Grond | 1:08.35,3 | Sverige Truls Gisselman William Poromaa Jens Burman Edvin Anger | 1:08.35,5 |
| 50 km masstart (F)          | Johannes Høsflot Klæbo · Norge                                                           | 1:57.47,1 | William Poromaa · Sverige                                        | 1:57.49,2 | Simen Hegstad Krüger · Norge                                    | 1:57.55,6 |

#### Damer
| Gren                        | Guld                                                            | Guld      | Silver                                                                     | Silver    | Brons                                                           | Brons     |
| Sprint (F)                  | Jonna Sundling · Sverige                                        | 3.03,36   | Kristine Stavås Skistad · Norge                                            | 3.05,49   | Nadine Fähndrich · Schweiz                                      | 3.06,20   |
| 20 km skiathlon             | Ebba Andersson · Sverige                                        | 47.57,1   | Therese Johaug · Norge                                                     | 47.57,1   | Jonna Sundling · Sverige                                        | 48.07,3   |
| 10 km individuell start (K) | Ebba Andersson · Sverige                                        | 30.19,8   | Therese Johaug · Norge                                                     | 30.21,1   | Frida Karlsson · Sverige                                        | 30.31,9   |
| Lagsprint (K)               | Sverige Jonna Sundling Maja Dahlqvist                           | 20.51,63  | USA Jessie Diggins Julia Kern                                              | 20.54,53  | Schweiz Anja Weber Nadine Fähndrich                             | 21.00,76  |
| 4 × 7,5 km stafett          | Sverige Emma Ribom Frida Karlsson Ebba Andersson Jonna Sundling | 1:15.41,5 | Norge Heidi Weng Astrid Øyre Slind Therese Johaug Kristin Austgulen Fosnæs | 1:15.42,2 | Tyskland Pia Fink Katharina Hennig Helen Hoffmann Victoria Carl | 1:16.54,9 |
| 50 km masstart (F)          | Frida Karlsson · Sverige                                        | 2:24.55,3 | Heidi Weng · Norge                                                         | 2:24.57,4 | Therese Johaug · Norge                                          | 2:24.58,2 |

### Nordisk kombination

#### Herrar
| Gren                               | Guld                                                                       | Guld    | Silver                                                                     | Silver  | Brons                                                                   | Brons   |
| Normalbacke + 7,5 km               | Jarl Magnus Riiber · Norge                                                 | 17.13,4 | Jens Lurås Oftebro · Norge                                                 | 17.14,2 | Vinzenz Geiger · Tyskland                                               | 17.14,5 |
| Lagtävling i stor backe + 4 × 5 km | Tyskland Johannes Rydzek Wendelin Thannheimer Julian Schmid Vinzenz Geiger | 50.37,7 | Österrike Johannes Lamparter Franz-Josef Rehrl Martin Fritz Fabio Obermeyr | 50.44,5 | Norge Simen Tiller Jørgen Graabak Jens Lurås Oftebro Jarl Magnus Riiber | 52.17,5 |
| Stor backe + 10 km                 | Jarl Magnus Riiber · Norge                                                 | 24.57,5 | Jørgen Graabak · Norge                                                     | 26.08,2 | Vinzenz Geiger · Tyskland                                               | 26.08,6 |

#### Damer
| Gren                                    | Guld                         | Guld    | Silver                       | Silver  | Brons                   | Brons   |
| 5 km masstart + normalbacke Detaljer... | Yuna Kasai · Japan           | 121,0   | Gyda Westvold Hansen · Norge | 118,7   | Haruka Kasai · Japan    | 115,6   |
| Normalbacke + 5 km                      | Gyda Westvold Hansen · Norge | 13.42,9 | Ida Marie Hagen · Norge      | 13.49,5 | Lisa Hirner · Österrike | 13.50,4 |

#### Mixed
| Gren                                             | Guld                                                                             | Guld    | Silver                                                                | Silver  | Brons                                                                      | Brons   |
| Lagtävling i normalbacke + 2 × 2,5 km + 2 × 5 km | Norge Jens Lurås Oftebro Gyda Westvold Hansen Ida Marie Hagen Jarl Magnus Riiber | 36.37,5 | Tyskland Julian Schmid Jenny Nowak Nathalie Armbruster Vinzenz Geiger | 37.54,3 | Österrike Stefan Rettenegger Claudia Purker Lisa Hirner Johannes Lamparter | 38.32,6 |

### Backhoppning

#### Herrar
I tävlingen "Stor backe" gick inledningsvis silvermedaljen till Marius Lindvik som dock diskvalificerades på grund av att han och andra medtävlanden manipulerat sina tävlingsdräkter och med hjälp av ledare sytt in hårdare sömmar i syfte att ge mer bäryta, vilket inte är tillåtet. Diskningen ledde till att Marius Lindvik fråntogs sin silvermedalj, vilken istället gick till Jan Hörl från Österrike, medan Ryōyū Kobayashi bärgade bronset.
| Gren                    | Guld                                                   | Guld    | Silver                                                              | Silver  | Brons                                                                              | Brons   |
| Normalbacke             | Marius Lindvik · Norge                                 | 265,5   | Andreas Wellinger · Tyskland                                        | 263,2   | Jan Hörl · Österrike                                                               | 256,3   |
| Stor backe              | Domen Prevc · Slovenien                                | 301,8   | Jan Hörl · Österrike                                                | 286,6   | Ryoyu Kobayashi · Japan                                                            | 284,7   |
| Lagtävling i stor backe | Slovenien Lovro Kos Domen Prevc Timi Zajc Anže Lanišek | 1 080,8 | Österrike Daniel Tschofenig Maximilian Ortner Stefan Kraft Jan Hörl | 1 067,4 | Norge Johann André Forfang Robin Pedersen Kristoffer Eriksen Sundal Marius Lindvik | 1 065,3 |

#### Damer
| Gren                     | Guld                                                                                        | Guld  | Silver                                                                        | Silver | Brons                                                                  | Brons |
| Normalbacke              | Nika Prevc · Slovenien                                                                      | 259,2 | Selina Freitag · Tyskland                                                     | 250,8  | Anna Odine Strøm · Norge                                               | 246,6 |
| Stor backe               | Nika Prevc · Slovenien                                                                      | 150,9 | Selina Freitag · Tyskland                                                     | 136,7  | Eirin Maria Kvandal · Norge                                            | 132,4 |
| Lagtävling i normalbacke | Norge Anna Odine Strøm Ingvild Synnøve Midtskogen Heidi Dyhre Traaserud Eirin Maria Kvandal | 904,5 | Österrike Lisa Eder Julia Mühlbacher Jacqueline Seifriedsberger Eva Pinkelnig | 885,1  | Tyskland Juliane Seyfarth Katharina Schmid Agnes Reisch Selina Freitag | 846,5 |

#### Mixed
| Gren                          | Guld                                                                           | Guld    | Silver                                                   | Silver | Brons                                                                    | Brons |
| Mixad lagtävling i stor backe | Norge Anna Odine Strøm Marius Lindvik Eirin Maria Kvandal Johann André Forfang | 1 020,4 | Slovenien Ema Klinec Domen Prevc Nika Prevc Anže Lanišek | 959,3  | Österrike Eva Pinkelnig Stefan Kraft Jacqueline Seifriedsberger Jan Hörl | 906,8 |

### Para-längdskidor

#### Herrar
| Gren   | Klass     | Guld                                                | Guld    | Silver                                       | Silver  | Brons                                           | Brons   |
| Sprint | Synskadad | Zebastian Modin · Ledsagare: Emil Jönsson · Sverige | 3.25,08 | Jake Adicoff · Ledsagare: Peter Wolter · USA | 3.29,52 | Inkki Inola · Ledsagare: Arttu Kaario · Finland | 3.37,10 |
| Sprint | Sittande  | Cristian Westemaier · Brasilien                     | 2.25,20 | Pavlo Bal · Ukraina                          | 2.30,78 | Yerbol Khamitov · Kazakstan                     | 2.32,45 |
| Sprint | Stående   | Karl Tabouret · Frankrike                           | 3.46,86 | Taiki Kamayoke · Japan                       | 3.50,07 | Benjamin Daviet · Frankrike                     | 3.53,77 |

#### Damer
| Gren   | Klass     | Guld                                                 | Guld    | Silver                                                  | Silver  | Brons                                                         | Brons   |
| Sprint | Synskadad | Carina Edlinger · Ledsagare: Jakob Kainz · Österrike | 3.58,16 | Simona Bubeníčková · Ledsagare: David Šrůtek · Tjeckien | 4.02,09 | Leonie Maria Walter · Ledsagare: Christian Krasman · Tyskland | 4.10,52 |
| Sprint | Sittande  | Kim Yun-ji · Sydkorea                                | 3.04,35 | Kendall Gretsch · USA                                   | 3.07,34 | Anja Wicker · Tyskland                                        | 3.09,75 |
| Sprint | Stående   | Vilde Nilsen · Norge                                 | 3.52,92 | Natalie Wilkie · Kanada                                 | 3.53,13 | Sydney Peterson · USA                                         | 4.07,39 |

## Medaljtabell
*   Värdland ( Norge)
| Nr                   | Nation               | Guld | Silver | Brons | Totalt |
| -------------------- | -------------------- | ---- | ------ | ----- | ------ |
| 1                    | Norge*               | 14   | 11     | 8     | 33     |
| 2                    | Sverige              | 7    | 1      | 4     | 12     |
| 3                    | Slovenien            | 4    | 1      | 0     | 5      |
| 4                    | Tyskland             | 1    | 4      | 6     | 11     |
| 5                    | Österrike            | 1    | 4      | 4     | 9      |
| 6                    | Japan                | 1    | 1      | 2     | 4      |
| 7                    | Frankrike            | 1    | 0      | 1     | 2      |
| 8                    | Brasilien            | 1    | 0      | 0     | 1      |
| 8                    | Sydkorea             | 1    | 0      | 0     | 1      |
| 10                   | USA                  | 0    | 3      | 1     | 4      |
| 11                   | Finland              | 0    | 1      | 2     | 3      |
| 11                   | Schweiz              | 0    | 1      | 2     | 3      |
| 13                   | Italien              | 0    | 1      | 0     | 1      |
| 13                   | Kanada               | 0    | 1      | 0     | 1      |
| 13                   | Tjeckien             | 0    | 1      | 0     | 1      |
| 13                   | Ukraina              | 0    | 1      | 0     | 1      |
| 17                   | Kazakstan            | 0    | 0      | 1     | 1      |
| Totalt (17 nationer) | Totalt (17 nationer) | 31   | 31     | 31    | 93     |